# Kamouraska (plaats)
Kamouraska is een gemeente (municipalité locale) gelegen aan de zuidelijke oever van de Saint Lawrencerivier in de Canadese regio Québec. De gemeente maakt deel uit van de Regionale countygemeente Kamouraska. Tevens is de gemeente lid van de vereniging Most Beautiful Villages of Quebec.
Het gebied waar Kamouraska vandaag de dag ligt wordt sinds de late 17e eeuw door Europeanen bewoond. De streek kent een lange geschiedenis van palingvisserij. De gemeente zelf werd officieel opgericht op 25 april 1987.
Langs de rivier liggen veel zoutmoerassen. Het plaatsje zelf is te bereiken via Quebec Autoroute 20.

## Bekende (oud-)inwoners
- Charles Chiniquy (Antipapistisch priester)
- Marie-Louise Meilleur (in 1997-1998 officieel de oudste persoon ter wereld)

## In media
- In 1839 vond in Kamouraska de moord op Louis-Pascal-Achille Taché plaats. Deze moord vormde de inspiratie voor Anne Hébert's boek Kamouraska, en de verfilming van dit boek.